# 魯西基傑伊夫齊
48°29′12″N 22°16′10″E / 48.48667°N 22.26944°E
魯西基傑伊夫齊（烏克蘭語：Руські Геївці），是烏克蘭的村落，位於該國西部外喀爾巴阡州，由烏日霍羅德區負責管轄，始建於1936年，面積0.033平方公里，海拔高度101米，2001年人口126，人口密度每平方公里3,818.18人。